# Костадин Димков
Костадин Димков е български учител и революционер, деец на Вътрешната македоно-одринска революционна организация.

## Биография
Роден е в Струмица във втората половина на XIX век. Учи в Одеса, Русия, и към края на века се връща в Струмишко. Работи като учител в струмишкото село Моноспитово, където влиза във ВМОРО. След това става учител във Валандово, където също развива революционна дейност, като си сътрудничи с учителя Иван Бърдаров от Щип. В 1906 година е член на Струмишкия градски революционен комитет и сътрудничи на водача на Организацията Гоце Делчев.